# Сохтанка
Сохтанка — деревня в Богородском районе Нижегородской области. Входит в состав Хвощёвского сельсовета.
Деревня располагается на правом берегу реки Кудьмы.